# Quận Dillon, South Carolina
Quận Dillon là một quận trong bang South Carolina. Được thành lập năm 1910 từ một phần của Quận Marion, cả quận Dillon và quận lỵ Dillon, được đặt theo James W. Dillon (1826-1913).
Năm 2000, dân số quận này là 30.722 người; Năm 2005, Cục điều tra dân số Hoa Kỳ ước tính dân số quận này là 30.974 người. 6

## Địa lý
Theo Cục điều tra dân số Hoa Kỳ, quận có tổng diện tích 407 dặm Anh vuông (1.053 km²), trong đó, 405 dặm Anh vuông (1.049 km²) là diện tích đất và 2 dặm Anh vuông (4 km²) trong tổng diện tích (0.42%) là diện tích mặt nước.

### Các quận giáp ranh
- Quận Robeson, Bắc Carolina - Bắc
- Quận Columbus, Bắc Carolina - Bắc
- Quận Horry, Nam Carolina - Đông
- Quận Marion, Nam Carolina - Nam
- Quận Florence, Nam Carolina - Tây nam
- Quận Marlboro, Nam Carolina - Tây

## Thông tin nhân khẩu
Theo cuộc điều tra dân số2 tiến hành năm 2000, quận này có dân số 30.722 người, 11.199 hộ, và 8.063 gia đình sinh sống trong quận này. Mật độ dân số là 76 người trên mỗi dặm Anh vuông (29/km²). Đã có 12.679 đơn vị nhà ở với một mật độ bình quân là 31 trên mỗi dặm Anh vuông (12/km²).  Cơ cấu chủng tộc của dân cư sinh sống tại quận này gồm 50.39% người da trắng, 45.35% người da đen hoặc người Mỹ gốc Phi, 2.21% người thổ dân châu Mỹ, 0.34% người gốc châu Á, 0.03% người các đảo Thái Bình Dương, 0.99% từ các chủng tộc khác, và 0.70% từ hai hay nhiều chủng tộc.  1.75% dân số là người Hispanic hoặc người Latin thuộc bất cứ chủng tộc nào.
Có 11.199 hộ trong đó có 34.60% có con cái dưới tuổi 18 sống chung với họ, 44.80% là những cặp kết hôn sinh sống với nhau, 22.30% có một chủ hộ là nữ không có chồng sống cùng, và 28.00% là không gia đình. 25.10% trong tất cả các hộ gồm các cá nhân và 9.90% có người sinh sống một mình và có độ tuổi 65 tuổi hay già hơn.  Quy mô trung bình của hộ là 2.71 còn quy mô trung bình của gia đình là 3.24.
Cơ cấu độ tuổi dân cư quận này như sau 29.10% dưới độ tuổi 18, 9.50% từ 18 đến 24, 27.50% từ 25 đến 44, 22.40% từ 45 đến 64, và 11.50% người có độ tuổi 65 tuổi hay già hơn.  Độ tuổi trung bình là 34 tuổi. Cứ mỗi 100 nữ giới thì có 87.40 nam giới. Cứ mỗi 100 nữ giới có độ tuổi 18 và lớn hơn thì, có 81.60 nam giới.
Thu nhập bình quân của một hộ ở quận này là $26.630, và thu nhập bình quân của một gia đình ở quận này là $32.690. Nam giới có thu nhập bình quân $26.908 so với mức thu nhập $18.007 đối với nữ giới. Thu nhập bình quân đầu người của quận là $13.272. Khoảng 19.40% gia đình và 24.20% dân số sống dưới ngưỡng nghèo, bao gồm 33.30% những người có độ tuổi 18 và 26.60% là những người 65 tuổi hoặc già hơn.

## Thành phố và thị xã
- Dillon
- Floydale
- Kemper
- Lake View
- Latta
- Hamer